# Knin
Knin (serbe : Книн, italien : Tenin) est une ville et une municipalité située dans le Zagora, dans le comitat de Šibenik-Knin, en Croatie. Située dans l'arrière-pays de la Dalmatie, près de la source de la rivière Krka, un important carrefour sur les routes et chemins de fer entre Zagreb et Split, Knin est devenu célèbre à deux reprises dans l'histoire, en tant que capitale du royaume médiéval de Croatie et, brièvement, de la république serbe de Krajina pendant la guerre d'indépendance croate, de 1991 à 1995.

## Étymologie
Le nom est probablement dérivé de l'illyrien Ninia. Selon une autre explication, proposée par Franc Miklošič et Petar Skok (en), le nom - dérivé d'une racine slave *tьn- ("couper", "hacher") - a le sens de « forêt défrichée ». Les noms médiévaux de Knin comprennent le hongrois : Tinin ; l'italien : Tenin et le latin : Tinum. Le nom latin est toujours utilisé pour désigner le siège épiscopal titulaire, le diocèse de Tinum (en).

## Histoire

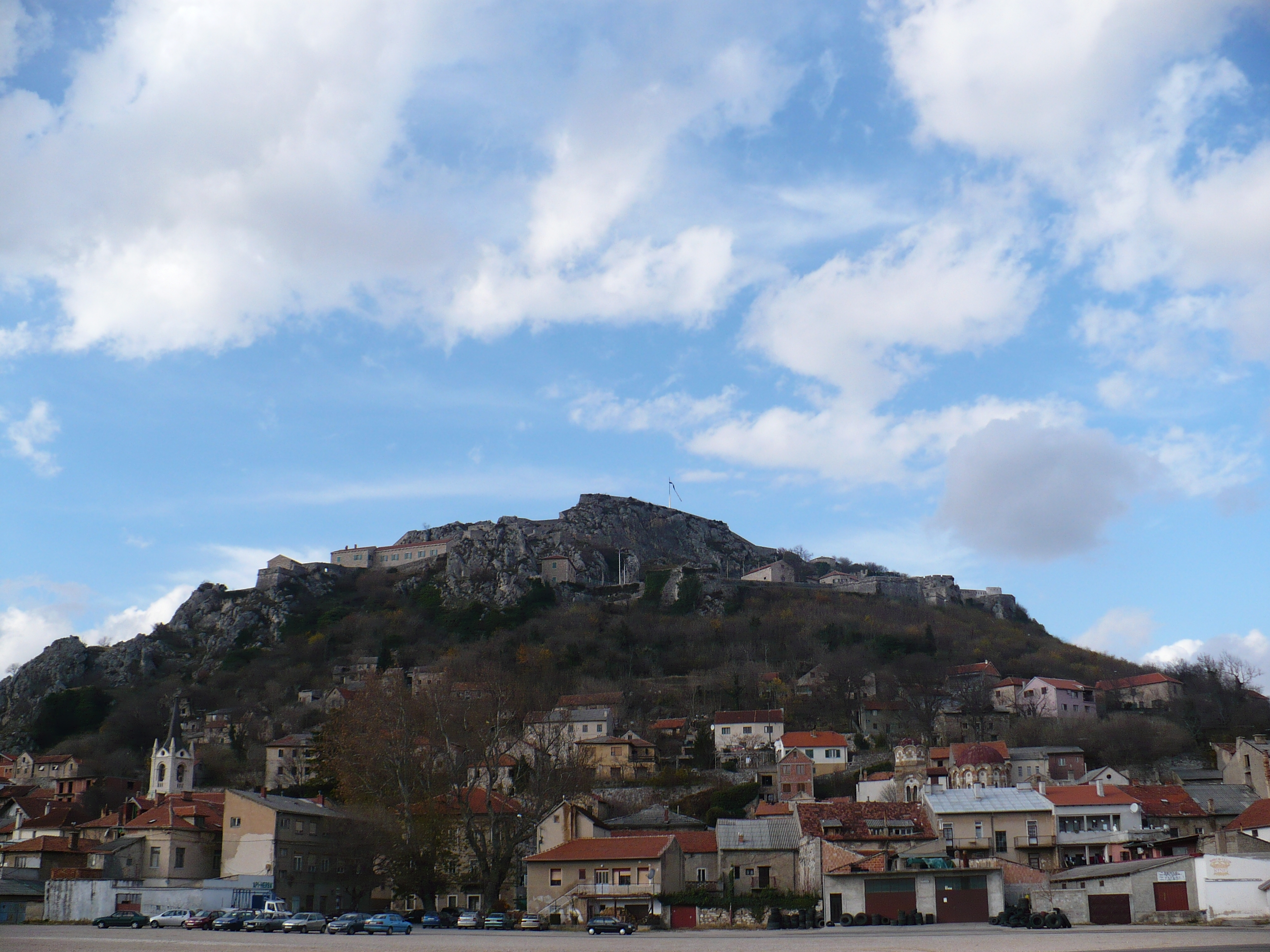
Vue de la forteresse de Knin depuis le centre-ville

### Antiquité
La région qui constitue l'actuelle Knin, plus précisément la colline de Spas, est habitée dès l'âge de pierre. Au Ier siècle av. J.-C. se trouvait à proximité la ville romaine de Burnum, ainsi qu'un camp militaire romain et illyrien.

### Moyen Âge
Le premier peuplement se développe au sommet de la colline de Spas à l'époque préhistorique, et sur cet emplacement se développera plus tard le château de Knin. La première église, un monastère dédié à saint Barthélémy, est construite à l'époque de Trpimir Ier au IXe siècle à Kapitul (au sud-est du château de Knin, où se trouvera plus tard l'évêché),. Il est ensuite agrandi ou reconstruit par un duc de Croatie, probablement Svetoslav, sous le règne du roi Étienne Drjislav de Croatie au Xe siècle.
La ville elle-même est citée pour la première fois au Xe siècle dans le De administrando Imperio (annales de Constantin VII Porphyrogénète) en tant que centre du comitat de Knin et est l'une des villes les plus peuplées de Croatie. Vers 1040, à la demande des rois croates, un évêché est établi dans le village royal voisin de Biskupija (Kosovo), dans l'église Sainte-Marie. Le premier « évêque des Croates » s'appelle Marko Giudice, et lui et ses successeurs sont rattachés à la cour royale en tant que prédicateurs et « évêques particuliers » du roi jusqu'en 1102,.
Dans la seconde moitié du XIe siècle, Knin devient une résidence royale plus fréquemment occupée, notamment par le roi Zvonimir vers 1080. C'est pour cette raison que Knin est surnommée la « ville des rois croates » ou la « ville de Zvonimir » (Zvonimirov grad). Durant la décennie suivante, lors de la crise de succession, la ville est la résidence permanente d'un seigneur local, Petar Svačić (en), qui conteste la couronne de Croatie jusqu'à sa défaite face au roi Coloman de Hongrie en 1096. À ce moment-là, Knin entre en possession de la dynastie hongroise d'Árpád, et depuis lors, elle cesse d'être une résidence royale permanente, mais reste un centre politique et administratif du royaume. L'église paroissiale dédiée au roi Saint Étienne aurait été construite à cette époque.

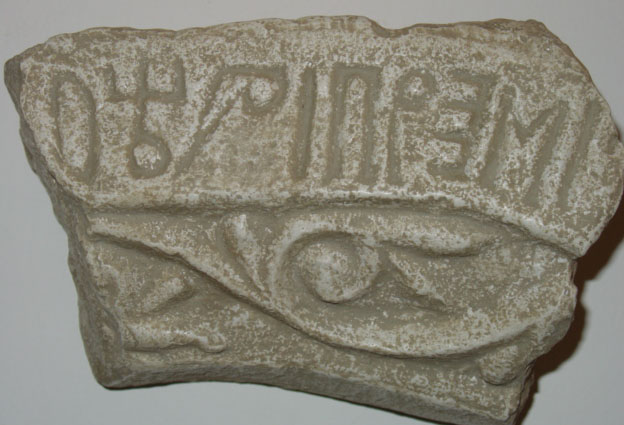
Fragment de pierre des XIe siècle et XIIe siècle provenant de la cathédrale de Saint-Barthélémy à Kapitul, près de Knin, représentant un mélange d'écritures glagolitique et cyrillique

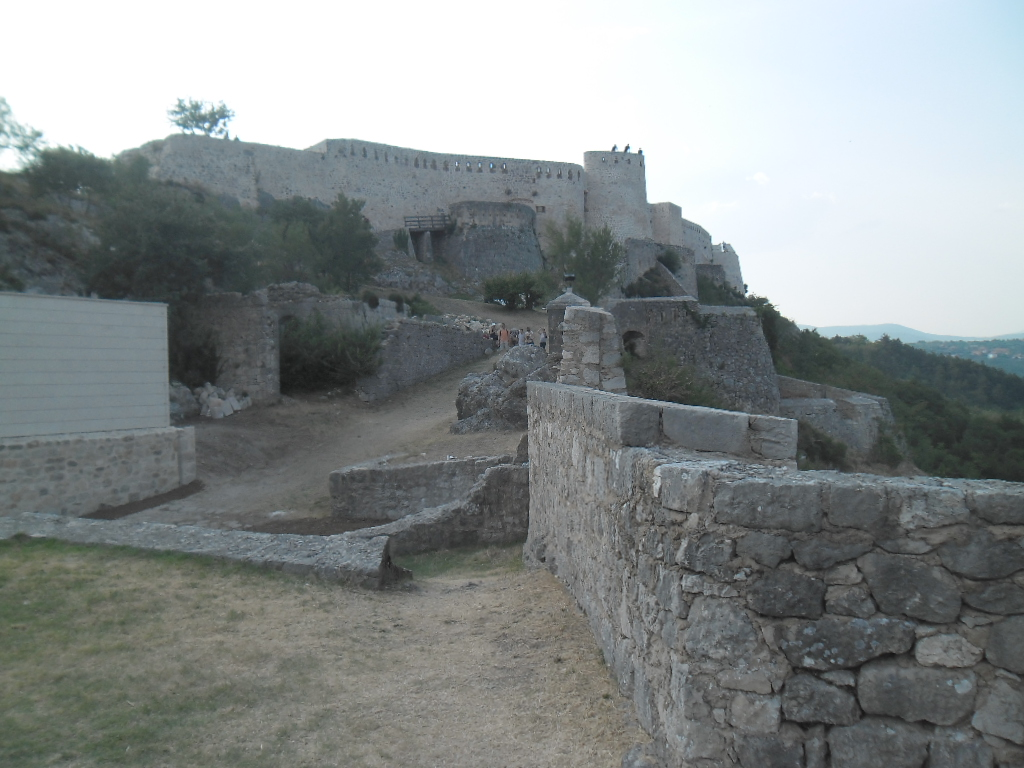
Forteresse de Knin, construite probablement entre le VIe siècle et le Xe siècle

En 1178, elle est mentionnée pour la première fois en tant que civitates (ville) dans une source locale contemporaine. En raison de l'extinction de la dynastie régnante locale, l'évêque transfère son siège à Knin même, après quoi il commence à se faire appeler « évêque de Knin ». Cela provoque la construction d'une nouvelle cathédrale, qui est lancée en 1203 par le fils du duc de Knin, Dobroslav, à Kapitul.
En 1261, la reine Marie Lascaris, fille de l'empereur byzantin et épouse du roi Béla IV de Hongrie, se rend dans la ville avec sa suite de nobles et un grand nombre de soldats afin de présenter son fils à la noblesse croate afin de le faire reconnaître comme duc désigné (herceg). En 1264, le premier cas de fonction judiciaire dans la ville est mentionné et pendant cette période, Knin est le siège à la fois du ban croate et du duc, qui agit en tant que souverain semi-indépendant entretenant des liens étroits avec le roi et dont le chancelier est l'évêque de Knin. Entre 1270 et 1272, la nouvelle cathédrale est consacrée sur ordre de l'évêque de Knin, Nicolas. La cathédrale est décrite comme « magnifique » et « solennelle » dans les documents ultérieurs. À cette époque, une nouvelle ville s'était déjà développée à l'extérieur du complexe du château. Une place de marché (forum) est mentionnée pour la première fois dans la seconde moitié du XIIIe siècle.
La transition entre le XIIIe siècle et le XIVe siècle est marquée par la montée en puissance de la famille Šubić, dont les membres ont probablement fait de Knin l'un des centres de leur domaine. Selon le frère franciscain et historien du XIXe siècle Donati Fabianich, le monastère de Sainte-Catherine est fondé à cette époque par les dignitaires et la noblesse de Knin. Leur domination sur Knin prend fin lors de la bataille de Bliska en 1322, après quoi le roi angevin Charles Ier Robert arrive dans la ville et emprisonne l'ancien seigneur Mladen II Šubić de Bribir. Lors du départ du roi pour la Hongrie, le noble Ivan Nelipić (en) s'empare rapidement de Knin et, de là, expulse les hommes du roi de Croatie. Ainsi, ces territoires continuèrent de facto à rester en dehors de la monarchie, et la famille Nelipić (en) fait de Knin son siège permanent et gouverne ses territoires en tant que « Princes de Knin ».
Après avoir guerroyé avec succès contre leurs ennemis, les cités dalmates (en) et la noblesse sous Juraj II Šubić de Bribir (en) (qui fut emprisonné dans les donjons du château), ainsi que les forces royales commandées par le Ban de Slavonie Mikac Prodanić, leur règne prend fin lorsque Louis Ier de Hongrie mène personnellement une armée pour rétablir le pouvoir royal sur Knin en 1345. À cette époque, le château se compose de deux parties principales, administrées par deux châtelains et peuplées de maisons et de bains, d'un palais avec une salle principale utilisée auparavant par les Nelipić pour signer une alliance avec la république de Venise et pour faire respecter les droits de douanes sur les importations dans la ville. Une foire commerciale annuelle, le jour de la Saint-Barthélémy, est connue pour avoir eu lieu dans le village en contrebas depuis au moins les années 1360 et était régulièrement fréquentée par les marchands des villes dalmates,. On sait que le bourg de Knin abritait une importante colonie de marchands originaires de ces villes, ce qui donne une idée de son importance commerciale. Un organe judiciaire suprême pour l'ensemble de la Croatie est créé, composé de la noblesse croate, et est installé dans le parc du château. Une chapelle dédiée à Saint-Barthélémy située dans la cathédrale est le lieu de notariat du siège de Knin. C'est là qu'Ivan Nelipić (fils de Vladislava) avait réaffirmé ses droits sur les domaines et terres de Cetina lors de son séjour dans la ville.
Profitant de l'instabilité dynastique dans les pays voisins, la ville passe aux mains du roi bosniaque Tvrtko Ier au cours de l'année 1388. L'évêque précédent avait probablement été expulsé, la république de Raguse ayant pris sa place. Mihailo prend sa place et se voit également confier la fonction de chancelier du roi. Ces actions ont provoqué les représailles du roi Sigismond, dont les armées ont assiégé Knin en septembre 1390. La ville, ainsi que d'autres territoires, sont restitués à Sigismond en 1393. À son retour de la désastreuse bataille de Nicopolis en 1396, le roi passe un mois à Knin pour consolider ses possessions et les affaires d'État de la Dalmatie et de la Croatie, publiant divers décrets avec son ban Miklós Garai. En 1401, la ville est assiégée par le roi bosniaque Étienne-Ostoïa, qui campe dans le champ voisin de Knin (Kninsko polje) et y reste jusqu'à l'année suivante. Le roi nouvellement couronné Ladislas de Naples obtient le soutien du châtelain de Knin et y publie son premier décret en 1403.
En raison de harcèlements fréquents, les citoyens de Knin doivent payer un tribut au duc Hrvoje Vukčić Hrvatinić, et pendant une courte période, la ville semble avoir été directement sous sa domination. La présence des Franciscains est pour la première fois mentionnée au XVe siècle, ils se trouvent dans l'ancienne église Sainte-Marie et le monastère de la ville. En dehors d'eux, d'autres édifices religieux sont mentionnés, comme l'église du Saint-Esprit.
Du fait de sa position stratégique, elle joua régulièrement un rôle important dans les guerres qui agitèrent la région, et se retrouva souvent aux avant-postes. Se succédèrent ainsi comme souverains de Knin les rois de Hongrie, puis les vénitiens, les Ottomans, les Autrichiens et les Français. La république de Venise a souvent souligné son importance en tant que château-clé et entrée principale de la Dalmatie, qu'elle tente d'obtenir au cours du XVe siècle. Au cours de ces années, la ville, le ban et ses dignitaires jouent un rôle crucial dans la lutte pour la domination des villes côtières avec Venise. En 1430, Knin et l'église Saint-Barthélémy de Kapitul sont le centre de l'« Union et de la Fraternité des Croates » (latin : unio et fraternitas Croatorum), une assemblée de nobles croates (en) formée par 12 comitats de Croatie afin de « préserver la renommée et les anciennes coutumes du royaume croate »,.
C'est en 1420 que la famille Nelipić retrouve à nouveau son ancien rôle en Croatie avec l'émergence d'Ivaniš Nelipić (en), qi éloigne à nouveau ces territoires de la couronne. Ces possessions furent ensuite acquises après la mort d'Ivaniš en 1435 par Anž (en) de la Maison de Frankopan par le biais du mariage avec la famille Nelipić. Knin et les possessions environnantes sont restituées à la couronne à la mort d'Anž en 1437. En 1454, le roi de Bosnie et les Vénitiens tentent d'acquérir la ville, qualifiée de « capitale et premier lieu de la Croatie » dans leurs lettres.
Sous le règne du roi Matthias Corvin, les évêques de Knin sont choisis comme principaux orateurs du roi à l'étranger pour collecter l'aide nécessaire contre l'envahisseur, l'Empire ottoman. C'est ainsi que l'évêque est d'abord secrètement impliqué auprès du pape pour solliciter une aide financière pour la campagne militaire de Matthias. Les environs éloignés de la ville deviennent rapidement une cible pour les raids ottomans. L'un d'entre eux atteint Knin, où un monastère franciscain est détruit en 1469, alors que les raids deviennent de plus en plus fréquents.
En 1493, la première tentative directe de siège par les Ottomans fut entreprise, suivie par l'invasion et le pillage des territoires ottomans par le ban Jean Corvin et ses lieutenants. La république de Venise commence à soutenir financièrement les défenses de la ville, craignant pour ses possessions en Dalmatie. En 1501, trois espions ottomans sont capturés et emprisonnés par le vice-ban. Ils avaient été envoyés par le Sanjak-bey de Bosnie et s'étaient infiltrés à Knin en se faisant passer pour des frères qui allaient vendre des vêtements au marché. Ils devaient enquêter sur la situation dans les environs de Zadar.
Le dernier conflit majeur autour de Knin avant la trêve a lieu en septembre 1502, lorsque 2 000 cavaliers ottomans pillent la région. Le 20 août 1503, le roi Vladislas II conclut un traité de paix de sept ans avec le sultan Bayézid II. L'armistice est globalement respecté par toutes les parties, et les positions défensives de Knin sont renforcées en 1504. Une période de famine sévère commence en 1505 et touche toute la Dalmatie. En 1510, la peste réduit de moitié la population de Knin.
En 1510, un millier d'Ottomans Akindji attaquent la campagne de Knin. Le bruit avait couru que le vice-ban de Croatie avait été capturé à cette occasion. Baltazar Baćan (hongrois : Boldizsár Batthyány), viceban de Slavonie, avec les forces de l'évêché de Zagreb, réussit à lever le siège de Knin en janvier 1513. L'année suivante, en février, les Ottomans assiègent Knin avec 10 000 hommes du Sanjak de Bosnie, mais ne parviennent pas à prendre la ville et perdent 500 hommes. Le bourg et les faubourgs de Knin sont brûlés à cette occasion,. Ces affrontements laissent Knin dévastée et il n'y a pas de nouvelles de la ville pendant cinq ans. La population locale est décimée par la guerre, la faim, la peste et les migrations vers des lieux plus sûrs, et son économie est entravée par la saisie des récoltes et du bétail. En raison de la valeur stratégique de Knin, le roi Louis II répond aux demandes des capitaines de Knin, Skradin et Ostrovica et promet des renforts de 1 000 fantassins et 1 000 cavaliers. Cependant, il est peu probable que ces forces soient arrivées dans les villes menacées.
Le 29 mai 1522, après l'assaut final du château de Knin, elle tombe aux mains de l'Empire ottoman, et la population croate quitte la ville en grand nombre. Les Ottomans repeuplent la ville avec des populations provenant de Bosnie.

### Périodes ottomane et vénitienne

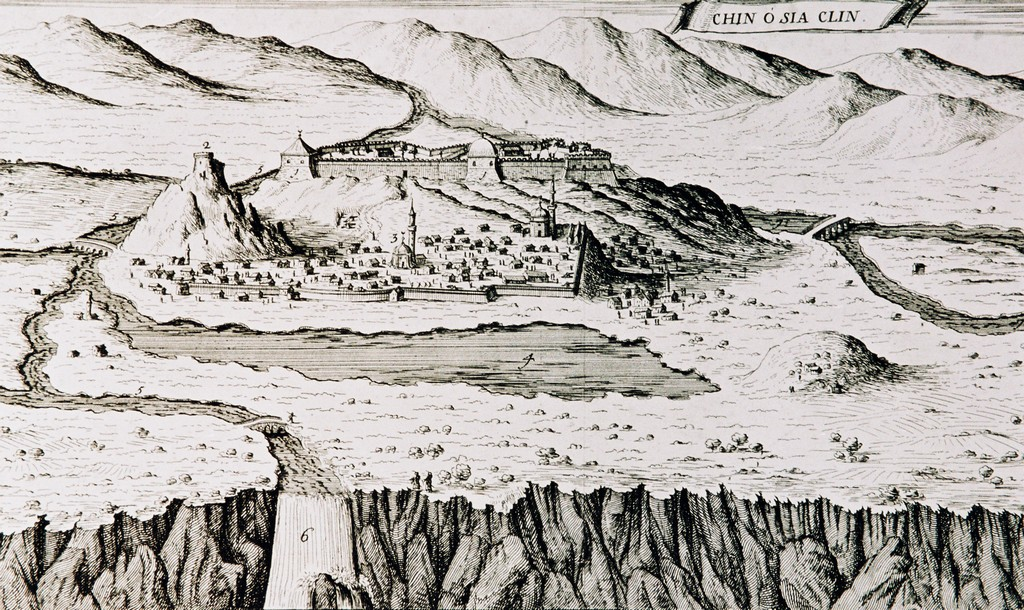
Knin vers 1688

Les évêques qui portent ce titre ne résident plus à Knin depuis que la ville est tombée aux mains des Turcs ottomans en 1522. Elle fait initialement partie du Sanjak de Klis (en), puis le centre du Sanjak de Krka (en) est fondé en 1574. En 1540, les Ottomans ont massivement peuplé de Valaques la région située entre Skradin et Knin.
La ville est brièvement capturée par Venise en 1648 pendant la guerre de Crète. Après la prise du district par Venise en 1688, l'évêque de Šibenik est nommé pour administrer le diocèse, qui est réuni à Šibenik en 1828. L'évêché est aujourd'hui le siège titulaire du diocèse de Tinum (en).
Près d'un siècle et demi plus tard, le 11 septembre 1688, la république de Venise reprend la ville. Après cela, la population croate revient et les Franciscains y construisent une église et un monastère en 1708. Les Ottomans ont tenté de reprendre Knin pendant la guerre ottomano-vénitienne, mais leur siège est repoussé en 1715.

### Période habsbourgeoise

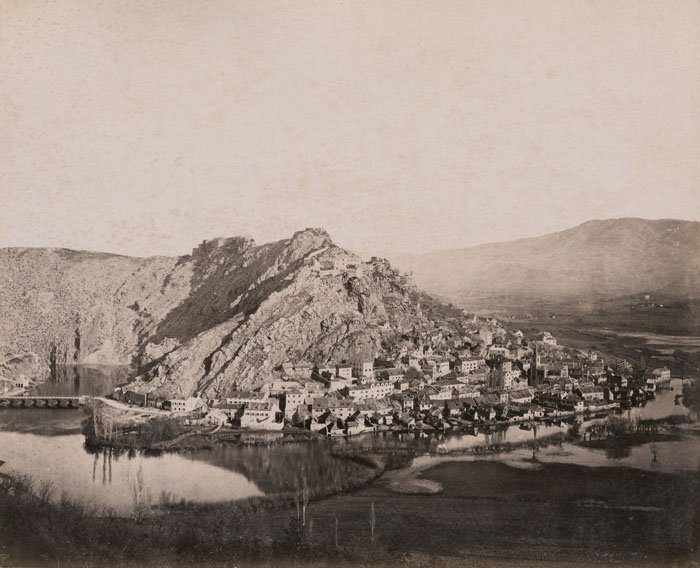
Knin en 1866-1898

Knin passe aux Habsbourg avec la Dalmatie en 1797, selon les termes du traité de Campo-Formio. Après le Traité de Presbourg en 1805, l'Empire français obtient la ville et l'incorpore brièvement au sein des Provinces illyriennes en 1809. En 1813, les Autrichiens reprennent le contrôle de la ville. À la fin du XIXe siècle, en tant que partie du domaine des Habsbourg en Dalmatie, Knin se développe régulièrement, devenant un important centre commercial, routier et ferroviaire. En 1867, Knin devient une partie de la Dalmatie - une entité territoriale au sein de la Cisleithanie.

### Période contemporaine

#### Royaume de Yougoslavie et Seconde Guerre mondiale
Après la Première Guerre mondiale, Knin est intégré avec le reste de la Croatie à la Yougoslavie. Auparavant uniquement reliée par voie ferrée à Šibenik et Split (avec une voie étroite vers Drvar et Prijedor), en 1925 la voie ferrée de Lika (en) connecte Knin à Zagreb et au nord du pays de manière générale. La ville devient progressivement un hub ferroviaire très fréquenté ; en 1927 déjà, 58 000 passagers partent de la gare de Knin.
Pendant la Seconde Guerre mondiale, Knin se trouve dans la zone dite de la deuxième zone d'occupation italienne, administrée par les autorités civiles de l'État indépendant de Croatie collaborationniste dirigé par le régime fasciste des Oustachis, mais avec une forte présence militaire italienne. Les Italiens s'appuient aussi fortement sur les milices locales d'origine serbe (Tchetniks) pour maintenir l'ordre et réprimer la résistance partisane. Toute la région est le théâtre de la campagne de génocide croate contre la population serbe locale. Le régime Ustaša déclare Knin siège du comitat (en) de Bribir et Sidraga. Après la capitulation italienne en septembre 1943, les forces allemandes deviennent le principal occupant de la région. Alors que la guerre progresse et que les forces partisanes libèrent la majeure partie de la Dalmatie, les Allemands se retirent et se replient vers le nord, les forces de l'Axe et les forces partisanes s'affrontent à Knin lors d'une grande bataille (en) au début du mois de décembre 1944. Le 8e corps dalmate (en) cherche à détruire les formations allemande, des Ustaše et des Tchetnik dans le nord de la Dalmatie et dans la ville de Knin. Avec environ 50 000 soldats engagés et plus de 7 000 victimes de part et d'autre, les partisans libèrent Knin le 9 décembre,. Cinq natifs de Knin ayant combattu dans les rangs des partisans sont proclamés Héros nationaux : Miro Višić, Jošo Durbaba, Boško Žunić, Stevo G. Opačić et Stevo S. Opačić.

#### Yougoslavie socialiste

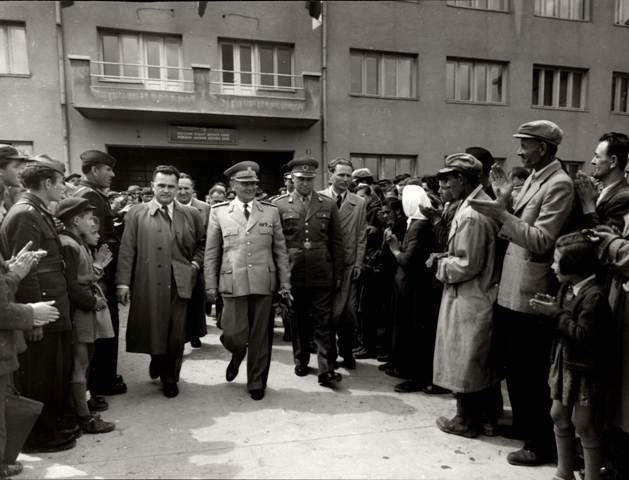
Le président yougoslave Josip Broz Tito à Knin en 1954.

Entre 1945 et 1990, Knin connaît une industrialisation et une modernisation rapides, devenant le centre d'une région plus vaste. Le chemin de fer Una est ouvert en 1948 et le chemin de fer Knin-Zadar en 1967, faisant de la gare de Knin l'un des centres les plus importants et les plus fréquentés de Croatie.

#### Guerre d'indépendance croate
Au début des guerres de Yougoslavie, à partir d'octobre 1990, huit mois avant que la Croatie se déclare indépendante (25 juin 1991), Knin, peuplé alors en majorité de Serbes, devient le poste avancé des positions serbes dans le Sud de la Croatie. La république serbe de Krajina est proclamée, et Knin en devient la capitale. Les dirigeants de la Krajina étaient originaires de Knin : Milan Martić et Milan Babić, tous deux condamnés pour nettoyage ethnique des Croates et autres non-Serbes de Krajina par le TPIY. De 1992 à 1995, les meurtres, les violences, les détentions et les intimidations se sont généralisés sur l'ensemble du territoire de la RSK. Au cours de cette période, 93,9 % des Croates sont expulsés de la ville et de la municipalité de Knin. La ville fut reprise par les forces croates le 5 août 1995 au cours de l'opération Tempête (Oluja). Cette est aujourd'hui considérée comme le jour de la victoire (en) en Croatie.

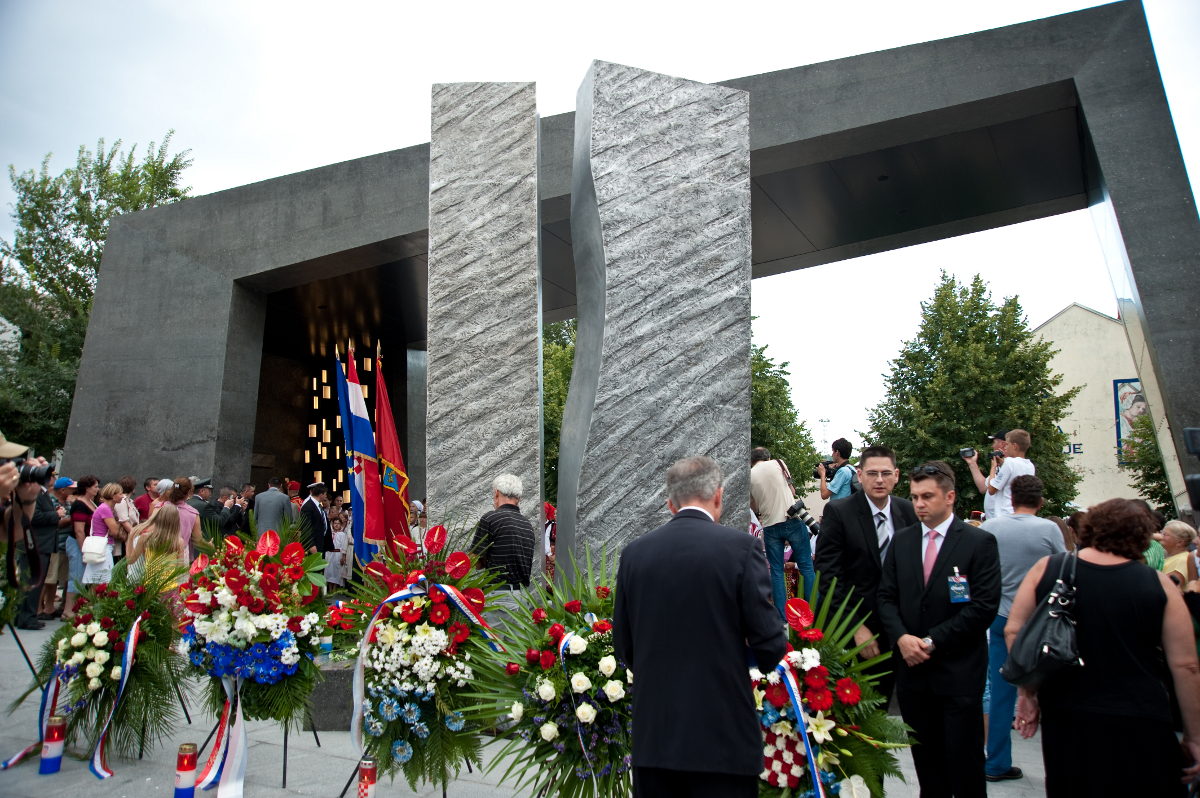
Le monument de la victoire croate « Storm 95 » est érigé à l'occasion du 16e anniversaire de l'opération Tempête³

En février 2015, dans le cadre de l'affaire du génocide entre la Croatie et la Serbie (en), la Cour internationale de justice (CIJ) rejette la plainte de la Serbie selon laquelle l'opération Tempête constituait un génocide, estimant que la Croatie n'avait pas eu l'intention spécifique d'exterminer la minorité serbe du pays, tout en réaffirmant que des crimes graves avaient été commis à l'encontre de civils serbes. Les civils en fuite et les personnes restées dans les zones protégées par les Nations unies ont fait l'objet de diverses formes de harcèlement, y compris des assauts militaires et des actes commis par des civils croates. Le 8 août, une colonne de réfugiés est bombardée. Human Rights Watch rapporte, en 1996, que la grande majorité des exactions avaient été commises par les forces croates. Ces exactions, qui se sont poursuivies à grande échelle même plusieurs mois après l'opération Tempête, comprenaient des exécutions sommaires de Serbes âgés et infirmes restés sur place, ainsi que l'incendie et la destruction en masse de villages et de biens serbes. Des exécutions de civils ont lieu dans la ville de Knin et ses environs.
La majorité de la population a déjà fui lorsque l'armée croate prend le contrôle de Knin,. À la fin de la guerre, la composition démographique de Knin a considérablement changé avec l'afflux de réfugiés croates de Bosnie et d'anciens membres de milices croates. Ils ont remplacé, dans une large mesure, les Serbes qui avaient fui pendant l'opération Tempête. En 2015, Amnesty International rapporte que les Serbes de Croatie continuent à faire l'objet de discriminations dans l'emploi dans le secteur public et dans la restitution des droits de location des logements sociaux libérés pendant la guerre.

## Géographie
Knin est situé dans le nord de la région de Dalmatie en Croatie, à 56 kilomètres à l'est de la ville côtière de Šibenik, au nord de la frontière avec la Croatie 44° 02′ 18″ N, 16° 11′ 59″ E.
La première colonie romaine se développe sur les contreforts des Alpes dinariques. C'est sur ces contreforts qu'a été construite la forteresse de Knin. La source de la rivière Krka prend naissance à la périphérie de la ville.

## Climat
Knin jouit d'un climat méditerranéen modifié (Cfa, proche de la frontière avec Csa) avec des étés chauds et secs et des hivers frais. Bien que la ville ne se trouve qu'à 50 km de la mer Adriatique, un bras de la Méditerranée, la proximité des Alpes dinariques au nord modifie son climat. Knin est particulièrement connue pour ses étés chauds : il n'est pas rare que les températures atteignent 40 °C en juillet et en août. La température moyenne en janvier est d'environ 4 °C et en août d'environ 24 °C.
| Mois                                             | jan.          | fév.          | mars         | avril        | mai          | juin         | jui.         | août         | sep.         | oct.         | nov.         | déc.          | année           |
| ------------------------------------------------ | ------------- | ------------- | ------------ | ------------ | ------------ | ------------ | ------------ | ------------ | ------------ | ------------ | ------------ | ------------- | --------------- |
| Température minimale moyenne (°C)                | −0,2          | 0,7           | 3,3          | 6,5          | 10,6         | 13,8         | 16,2         | 16           | 12,2         | 8,3          | 3,8          | 0,9           | 7,7             |
| Température moyenne (°C)                         | 4             | 5,1           | 8,2          | 11,5         | 16,6         | 20,1         | 23           | 22,5         | 18           | 13,3         | 8,2          | 5             | 13              |
| Température maximale moyenne (°C)                | 8,9           | 10,4          | 14,1         | 17,4         | 23           | 26,6         | 30,1         | 30,3         | 25,4         | 19,9         | 13,7         | 9,9           | 19,1            |
| Record de froid (°C) date du record              | −18,3 11/1967 | −18,4 17/1956 | −14 7/1971   | −4,1 9/2003  | −0,4 9/1957  | 4,3 1/1955   | 8,1 17/2000  | 6,8 31/2006  | 1 30/1970    | −3,3 20/1972 | −8,5 23/1995 | −15,4 28/1962 | −18,4 17/2/1956 |
| Record de chaleur (°C) date du record            | 20,5 20/2007  | 22,3 24/1990  | 27,6 26/1977 | 29,6 28/2018 | 34,2 25/2009 | 39,3 29/2006 | 40,9 19/2007 | 42,3 10/2017 | 37,9 18/2015 | 31,6 7/1985  | 27,6 1/2004  | 21,6 5/1979   | 42,3 10/8/2017  |
| Nombre de jours avec gel                         | 7,5           | 5,9           | 3,5          | 1            | 0            | 0            | 0            | 0            | 0,1          | 1,7          | 5,3          | 7,7           | 32,7            |
| Ensoleillement (h)                               | 120,9         | 146,9         | 182,9        | 189          | 244,9        | 270          | 325,5        | 297,6        | 234          | 182,9        | 123          | 108,5         | 2 426,1         |
| Précipitations (mm)                              | 75,9          | 69,8          | 74,7         | 92           | 90,5         | 81,1         | 43,7         | 61,7         | 108,1        | 114,3        | 112,3        | 101,7         | 1 025,8         |
| Nombre de jours avec précipitations              | 10,7          | 9,2           | 9,6          | 11,8         | 11,4         | 10,8         | 6,4          | 7,1          | 8,8          | 10,5         | 11           | 11            | 118,4           |
| dont nombre de jours avec précipitations ≥ 10 mm | 2,8           | 2,4           | 2,9          | 3,3          | 3            | 2,7          | 1,5          | 1,9          | 3,1          | 3,7          | 4            | 3,4           | 34,8            |
| Humidité relative (%)                            | 69            | 63,5          | 62,2         | 63,1         | 63,6         | 62,1         | 56,1         | 58,3         | 65,8         | 69,2         | 70,1         | 70,3          | 64,4            |
| Nombre de jours avec neige                       | 1,3           | 1,2           | 0,2          | 0            | 0            | 0            | 0            | 0            | 0            | 0            | 0,3          | 0,5           | 3,5             |
| Nombre de jours d'orage                          | 0,9           | 1,3           | 1,6          | 3            | 4,5          | 5,4          | 4,6          | 5,6          | 3,5          | 2,8          | 2,3          | 1,6           | 37,1            |
| Nombre de jours avec brouillard                  | 1,5           | 0,4           | 0,6          | 0,3          | 0,4          | 0,1          | 0            | 0,2          | 0,8          | 1,3          | 1,7          | 1,9           | 9,2             |

| Diagramme climatique                                  |             |             |           |            |              |              |            |               |              |              |             |
| J                                                     | F           | M           | A         | M          | J            | J            | A          | S             | O            | N            | D           |
| 8,9−0,275,9                                           | 10,40,769,8 | 14,13,374,7 | 17,46,592 | 2310,690,5 | 26,613,881,1 | 30,116,243,7 | 30,31661,7 | 25,412,2108,1 | 19,98,3114,3 | 13,73,8112,3 | 9,90,9101,7 |
| Moyennes : • Temp. maxi et mini °C • Précipitation mm |             |             |           |            |              |              |            |               |              |              |             |

## Démographie

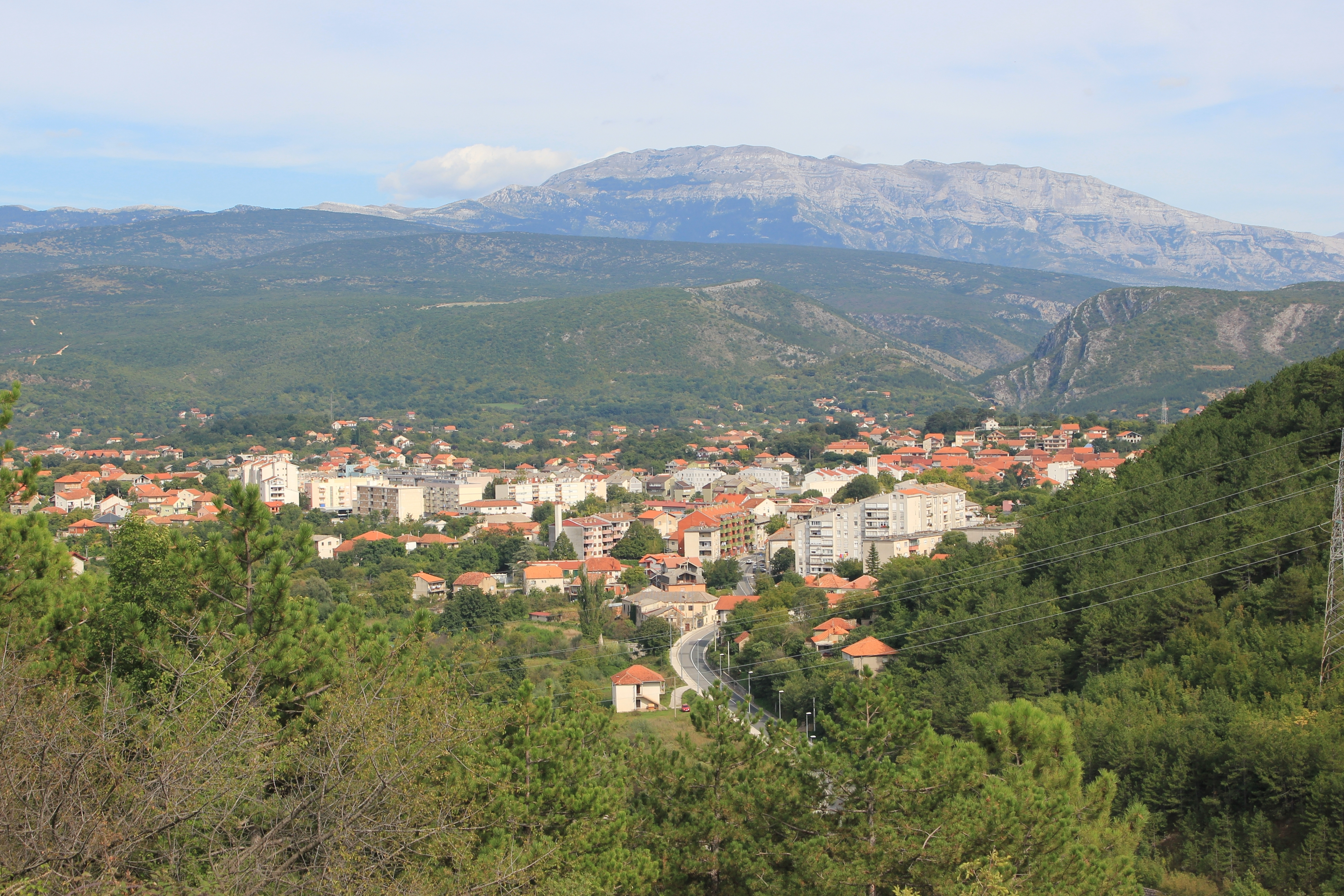
Vue de Knin et de la montagne Dinara

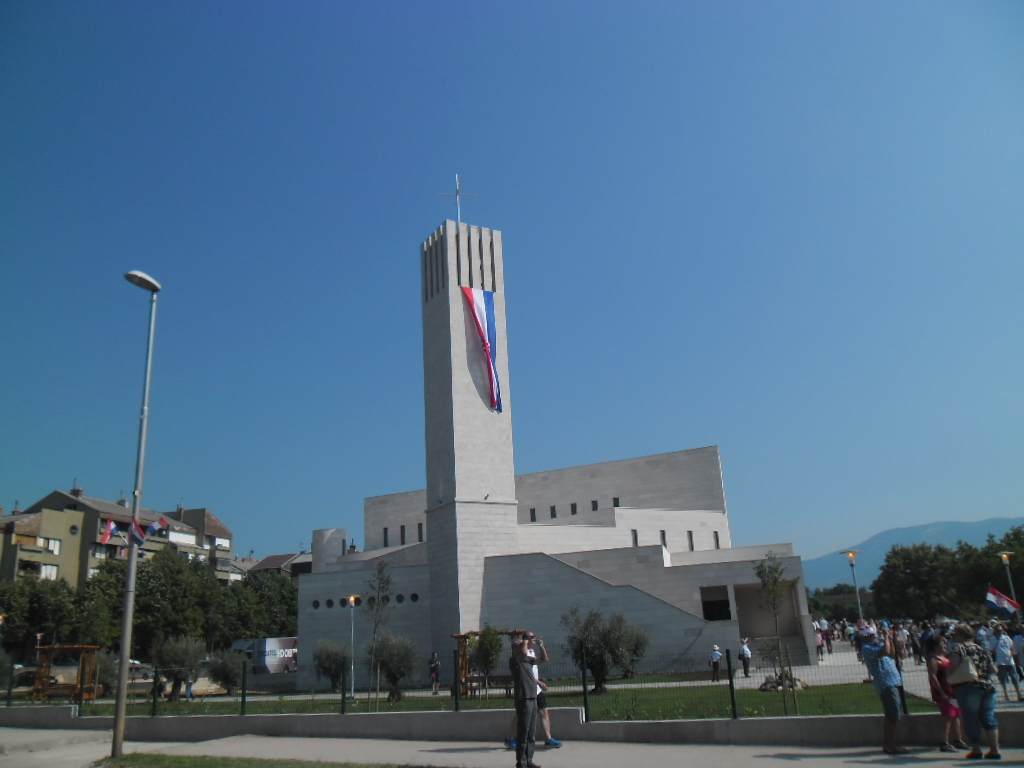
Notre-Dame-du-Grand-Vœu-Croate

Selon les données du recensement de 2021, la population de la municipalité de Knin est de 11 755 habitants et celle de la ville proprement dite de 8 317 habitants. 29,8 % de la population est âgée de 60 ans ou plus, tandis que 18,6 % de la population est âgée de 20 ans ou moins. Le Bureau croate des statistiques (en) estime la population de la municipalité de Knin au 31 décembre 2020 à 11 286 habitants. Cela représente une forte baisse : dix ans plus tôt, lors du recensement de 2011, la municipalité de Knin avait une population de 15 388 habitants, tandis que Knin (la ville proprement dite) avait une population de 10 493 habitants. Lors du recensement de 2001, la population de Knin était de 15 190 habitants (pour l'ensemble de la municipalité), dont 11 128 pour la ville proprement dite. Sur le plan ethnique, les Croates formaient la majorité avec 76,45 %, tandis que les Serbes représentaient 20,8 % de la population.
Knin a récemment connu un fort déclin de sa population, notamment en raison d'une émigration élevée, en particulier depuis que la Croatie a rejoint l'UE en 2013 et que ses citoyens sont par conséquente confrontés à peu ou pas de restrictions en matière de travail et d'immigration (en). La population des élèves de l'école primaire de Knin (âgés de 6 à 14 ans) a fortement diminué, de 29 %, entre 2013 et 2019. La population de Knin est également plus fluctuante que celle d'autres villes croates, car elle est confrontée à un important problème de réfugiés : un grand nombre de Croates de la Bosnie-Herzégovine voisine qui ont immigré après 1995 et de Serbes de Knin qui sont toujours réfugiés en Bosnie-Herzégovine ou en Serbie. Les immigrants croates forment la majorité de la ville, avec seulement une présence serbe dispersée dans les villages environnants.

### Histoire démographique
Avant la guerre d'indépendance croate, 87 % de la population de la municipalité et 79 % de la ville étaient des Serbes. Pendant la guerre, la majeure partie de la population non-serbe est déplacée de Knin, tandis que dans les derniers jours de la guerre, la plupart des Serbes ont quitté Knin, craignant l'arrivée des forces croates,. En février 2015, dans le cadre de l'affaire du génocide entre la Croatie et la Serbie (en), l'arrêt de la Cour internationale de justice déclare qu'il n'est pas contesté qu'une partie substantielle de la population serbe a fui cette région en conséquence directe des actions militaires. Les autorités croates savaient que l'opération provoquerait un exode massif ; elles ont même, dans une certaine mesure, fondé leur planification militaire sur un tel exode, qu'elles considéraient non seulement comme probable, mais comme souhaitable. En raison de la guerre et des déplacements de population, la population de la municipalité de Knin a presque diminué de moitié entre 1991 et 2001 (de 23 à 15 000 habitants).

#### Knin (municipalité)
Outre la ville de Knin elle-même, la municipalité de Knin se compose aujourd'hui des localités suivantes : Golubić (en), Kninsko Polje (en), Kovačić (en), Ljubač (en), Oćestovo (en), Plavno (en), Polača (en), Potkonje (en), Radljevac (en), Strmica, Vrpolje (en) et Žagrović (en). Les données ci-dessous et dans le graphique de population sont basées sur la municipalité actuelle, car dans le passé, la municipalité de Knin a souvent changé de frontières.
| Année   | 1880   | 1890   | 1900   | 1910   | 1931   | 1948   | 1953   | 1961   | 1971   | 1981   | 1991   | 2001   | 2011   | 2021    |
| Croates | 15,1 % | 14,5 % | 14,3 % | 14,4 % | 10,9 % | 14,6 % | 14,5 % | 15,3 % | 15,2 % | 11,3 % | 10,3 % | 76,5 % | 75,4 % | 76,82 % |
| Serbes  | 82,3 % | 84,5 % | 83,5 % | 84,2 % | 89 %   | 84,7 % | 84,1 % | 82,1 % | 80,7 % | 72,8 % | 85,5 % | 20,8 % | 23 %   | 21,42 % |
| Autres  | 2,6 %  | 1 %    | 2,2 %  | 1,5 %  | 0 %    | 0,7 %  | 1,5 %  | 2,6 %  | 4,1 %  | 15,9 % | 4,2 %  | 2,7 %  | 1,6 %  | 1,76 %  |

#### Knin (ville)

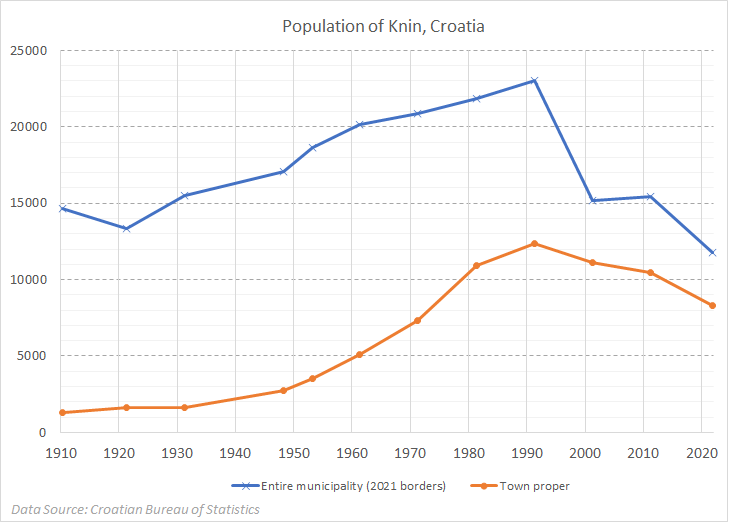
La ville proprement dite s'est développée plus rapidement que les autres localités de la municipalité. Avant la Seconde Guerre mondiale, un peu moins de 12 % de la population totale de la municipalité vivait dans la ville proprement dite ; en 1991, la proportion était d'environ 55 %. Lors du recensement de 2021, cette proportion était de 71 %.

La ville de Knin avait une faible population par rapport à ses environs jusqu'au lendemain de la Seconde Guerre mondiale. Seulement 15 % de la population de la municipalité vivait à Knin proprement dit ; les villes voisines de Plavno (en), Oćestovo (en) et Polača (en) avaient fondamentalement la même population, voire une population plus importante que Knin. Avec l'urbanisation et l'industrialisation accrues durant l'ère socialiste (1945-1991), la population urbaine de Knin a rapidement augmenté, passant de 2 600 à 12 300 habitants. À cette époque, plus de la moitié de la population de la municipalité vivait dans la ville de Knin. Après 1991, en raison de la guerre et des déplacements de population, ainsi que de l'économie de transition et de la désindustrialisation, la population n'a cessé de diminuer.
Les données de 1857 montrent que 75,55 % de la population de la ville était catholique romaine,. Selon le recensement autrichien de 1900, la ville de Knin comptait 1 302 habitants. En 1910, la ville comptait 1 270 habitants. Après 1945, avec l'urbanisation et la modernisation, Knin a attiré une grande partie de la population rurale qui était en grande majorité orthodoxe serbe. En conséquence, la composition ethnique/religieuse de la ville changea également. Les mariages mixtes et le désir de chevaucher le fossé entre les communautés ont fait qu'à un moment donné, une partie importante de la population s'est déclarée Yougoslave plutôt que Croate ou Serbe (22 % lors du recensement de 1981). La population de la ville de 1830 à 2011, basée sur la religion, la langue et l'ethnicité, était la suivante :
| Année | Total  | Serbes          | Croates         | Yougoslaves     | Autre        |
| ----- | ------ | --------------- | --------------- | --------------- | ------------ |
| 2021  | 8 317  |                 |                 |                 |              |
| 2011  | 10 633 | 1 429 (13,44 %) | 9 001 (84,65 %) | 0 (0 %)         | 203 (1,91 %) |
| 2001  | 11 128 | 1 269 (11,40 %) | 9 546 (85,78 %) | 0 (0 %)         | 188 (1,68 %) |
| 1991  | 12 331 | 9 867 (80,01 %) | 1 660 (13,46 %) | 381 (3,08 %)    | 423 (3,43 %) |
| 1981  | 10 933 | 6 516 (59,59 %) | 1 701 (15,55 %) | 2 421 (22,14 %) | 295 (2,69 %) |
| 1971  | 7 300  | 4 972 (68,10 %) | 1 686 (23,09 %) | 343 (4,69 %)    | 299 (4,09 %) |
| 1961  | 5 116  | 3 064 (59,89 %) | 1 671 (32,66 %) | 81 (1,58 %)     | 247 (4,82 %) |
| 1953  | 3 542  | 2 015 (56,89 %) | 1 297 (36,6 %)  | 0 (0 %)         | 230 (6,5 %)  |
| 1948  | 2 683  | 1 360 (50,69 %) | 1 210 (45,10 %) | 0 (0 %)         | 113 (4,21 %) |

| Année | Total | Catholique    | Orthodoxe     | Serbo-croate | Italiens | Allemands | Autre |
| ----- | ----- | ------------- | ------------- | ------------ | -------- | --------- | ----- |
| 1910  | 1 270 | 833 (65,60 %) | 433 (34,09 %) | 1 108        | 91       | 13        | 21    |
| 1900  | 1 302 | 835 (64,13 %) | 467 (35,87 %) | 1 107        | 114      | 6         | 15    |
| 1857  | 1 039 | 785 (75,55 %) | 254 (24,44 %) | N/A          | N/A      | N/A       | N/A   |
| 1830  | 644   | 518 (80,43 %) | 126 (19,57 %) | N/A          | N/A      | N/A       | N/A   |

## Archéologie
La ville romaine récemment découverte de Burnum se trouve à 188 km de Knin en direction de Kistanje. On y trouve les vestiges du plus grand amphithéâtre de Dalmatie, construit en 77 apr. J.-C., sous le règne de l'empereur Vespasien, qui pouvait accueillir  8 000 personnes.
Les villages voisins de Biskupija et Kapitul sont des sites archéologiques extrêmement intéressants datant du Xe siècle, où l'on trouve de nombreux vestiges de la culture croate médiévale, notamment des églises, des tombes, des décorations et des épigraphes.

## Sport
Les sports les plus populaires à Knin sont l'athlétisme et les arts martiaux. Ce dernier est particulièrement populaire avec deux clubs de taekwondo actifs. Matea Jelić, originaire de Knin (* 1997) a commencé à pratiquer le taekwondo à Knin et est devenue plus tard championne olympique de takewondo en 2020 en -67 kg (en). Le club d'athlétisme « Sv. Ante » (Saint-Antoine) à Knin s'enorgueillit du champion national croate du 100 m et du 200 m ainsi que du saut en longueur, Marko Čeko, qui a également remporté le mémorial Hanžeković en 2020 en saut en longueur masculin,.
Le principal club de football de Knin est le NK Dinara (en), créé en 1913. Les couleurs du NK Dinara étaient le noir et le blanc jusqu'en 2005, date à laquelle le club a changé ses couleurs pour le rouge, le blanc et le bleu. Le NK Dinara évolue en 4e division, la plus basse de Croatie, en Ligue du comitat de Šibenik-Knin (1. Županijska liga Šibensko-kninska).
Knin dispose d'une association sportive créée en 1998. Le basket-ball est populaire à Knin, avec un club amateur féminin et masculin jouant dans les niveaux inférieurs. L'équipe nationale croate de basket-ball a joué un match à Knin. Elle a joué contre Israël en 1999 et remporté le match 78:68. Les autres sports pratiqués à Knin sont le rugby, le handball, le volley-ball, le kickboxing, le karaté, le tennis et le taekwondo.
En 2007, l'équipe nationale croate de rugby a battu l'équipe irlandaise des Barbarians pour remporter le premier trophée de son histoire, la Coupe de la Saint-Patrick organisée par Alan Moore (en) à Knin.

## Transport

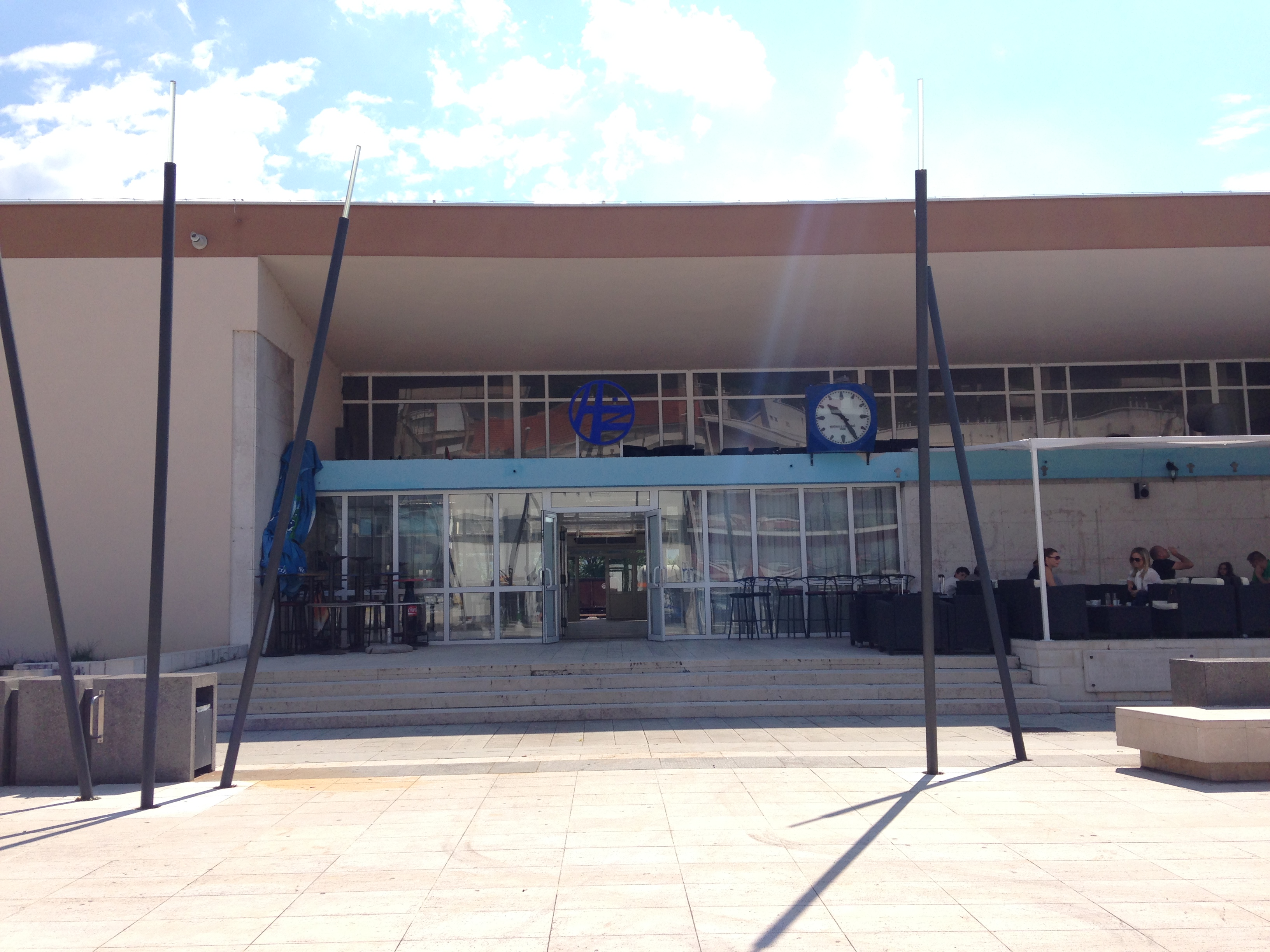
Gare ferroviaire de Knin

La route interurbaine la plus importante à Knin est la route d'État D1. Cette route permet d'accéder facilement à Knin depuis la grande ville côtière de Split. Le tronçon de la D1 entre Knin et l'autoroute A1 sera transforméen voie rapide dans les années à venir (avec la voie rapide B1).
Knin est également un nœud ferroviaire important, car les voies ferrées en provenance du reste de la Dalmatie et de ses villes de Zadar, Split et Šibenik (en) passent par Knin, en direction du nord vers la capitale de la Croatie, Zagreb, via la voie ferrée M604 (en). Quatre lignes se croisent en gare de Knin : vers Perković (en) (puis vers Split ou Šibenik (en)), vers Zadar, vers Ogulin (puis vers Karlovac et Zagreb) et vers Martin Brod (et Bihać, Sisak et Zagreb). Seules les trois premières lignes offrent un service de transport de passagers. La dernière ligne, Knin-Bihać-Zagreb, traverse le territoire bosniaque, franchissant la frontière à de nombreuses reprises, et n'est donc plus utilisée pour le transport de passagers depuis le début de la guerre en 1991. Cependant, il s'agit de l'itinéraire le plus court entre Knin et Zagreb et, à ce titre, il a été électrifié en 1984 (la ligne caténaire ayant ensuite été détruite par des opérations de guerre au début des années 1990). Le système d'électrification des chemins de fer avait commencé à partir de l'intérieur de la Yougoslavie vers la côte et n'avait atteint que Knin, de sorte qu'aujourd'hui les voies d'évitement de la gare de Knin sont équipées de caténaires, mais pas les lignes qui quittent la ville.

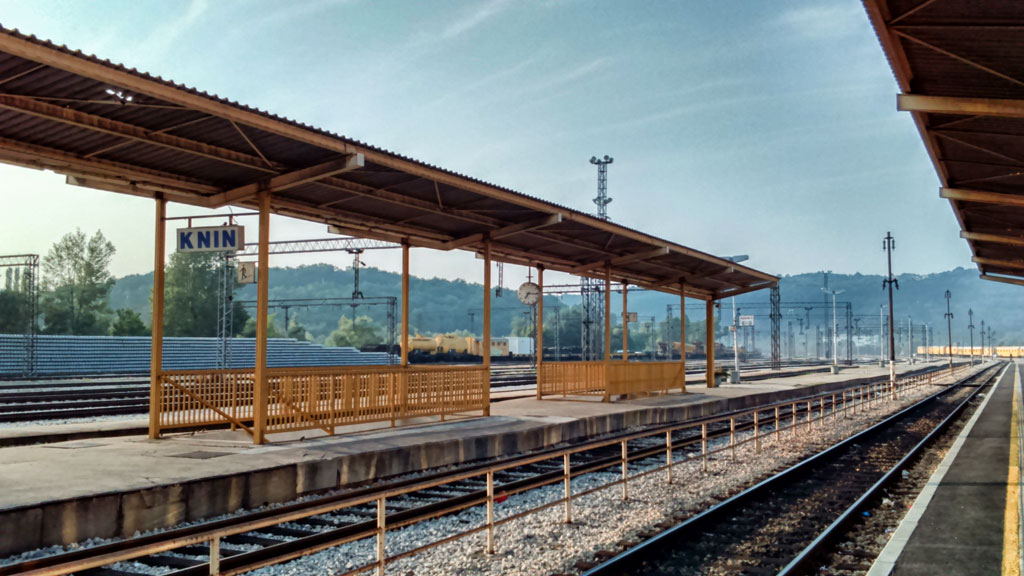
Sur les quais de la gare de Knin, on remarque l'absence de caténaires et la présence des seuls poteaux

## Localités
La municipalité de Knin compte 13 localités :
| - Golubić - Knin - Kninsko Polje (en) - Kovačić (en) - Ljubač (en) - Oćestovo (en) - Plavno (en) - Polača (en) - Potkonje (en) - Radljevac (en) - Strmica - Vrpolje (en) - Žagrović (en) |

## Personnalités notables
- Milan Babić (1956-2006), 1er président de la république serbe de Krajina et ancien maire de Knin.
- Darko Bjedov (né en 1989), footballeur serbe.
- Gojko Bjedov (1913-1937), volontaire yougoslave lors de la guerre civile espagnole.
- Milan Borjan (né en 1987), footballeur canadien.
- Dejan Borovnjak (né en 1986), basketteur serbe.
- Vladimir Buač (né en 1984), footballeur et entraîneur croate.
- Milan Damjanović (1943-2006), footballeur yougoslave puis serbe.
- Miloš Degenek (né en 1994), footballeur australien.
- Momčilo Đujić (1907-1999), prêtre orthodoxe serbe dalmate et voïvode tchetnik.
- Branko Grčić (né en 1964), homme politique et économiste croate.
- Matea Jelić (née en 1997), athlète croate de taekwondo.
- Milan Martić (né en 1954), 3e président de la république serbe de Krajina.
- Branko Miljuš (né en 1960), footballeur croate.
- Ilija Petković (1945-2020), footballeur et entraîneur de football serbe.
- Dejan Sorgić (né en 1989), footballeur suisse.
- Janko Veselinović (né en 1965), avocat et professeur de droit serbe.
- Radomir Vukčević (1941-2014), footballeur yougoslave.
- Marija Vuković (née en 1992), sauteuse en hauteur monténégrine.

## Sources
- « Application of the Convention on the Prevention and Punishment of the Crime of Genocide (Croatia v. Serbia) » [archive du 13 décembre 2016]
- « Croatia: Impunity for abuses committed during "Operation Storm" and the denial of the right of refugees to return to the Krajina », Human Rights Watch, août 1996
- (hr) Stjepan Gunjača, « O položaju kninske katedrale », Museum of Croatian Archaeological Monuments, Knin, vol. III, no 1,‎ juin 1949, p. 38–86 (lire en ligne [PDF], consulté le 11 février 2017)
- (hr) Stjepan Gunjača, « Tiniensia archaeologica historica topographica II. », Museum of Croatian Archaeological Monuments, Knin, vol. III, no 7,‎ septembre 1960, p. 7–142 (lire en ligne [PDF], consulté le 13 décembre 2016)
- (hr) Petar Šimunović, « Predantički toponimi u današnjoj (i povijesnoj) Hrvatskoj » [« Pre-Roman placenames in present-day (and historical) Croatia »], Croatian Academy of Sciences and Arts, Zagreb, no 22,‎ mars 2013, p. 147–214 (lire en ligne [PDF], consulté le 18 janvier 2016)